# شاه‌گیش دم‌سیاه
شاه‌گیش دم‌سیاه (نام علمی: Caranx hippos) نام یک گونه از سرده شاه‌گیش است.